# إنتاج مبرمج

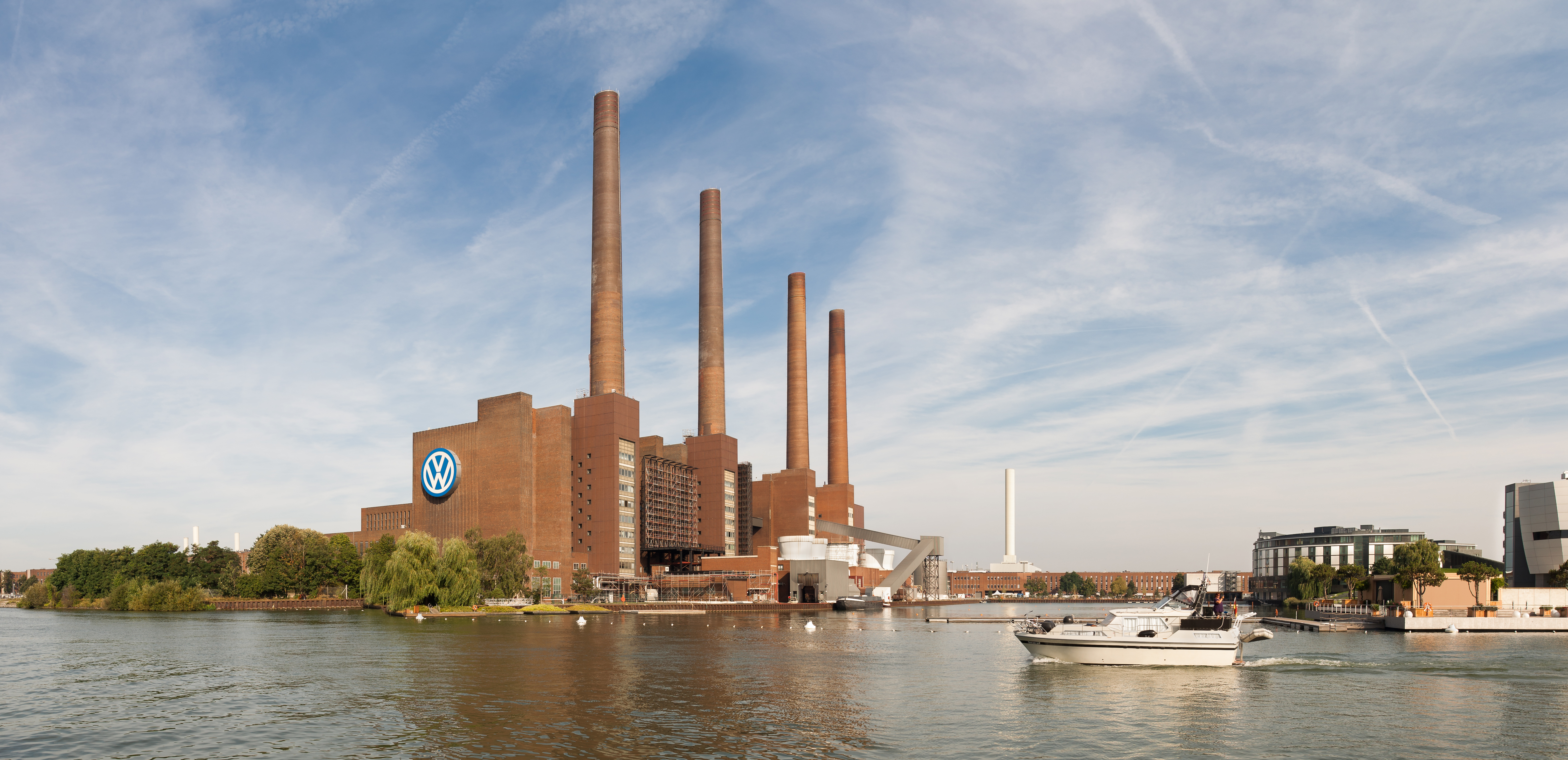
مصنع فولكسفاغن

إنتاج مبرمج أو الإنتاج المبرمج أو الإنتاج في الوقت المحدد من الإنجليزية (Just-in-time) وهو اسم يختصر الكثير من فلسفة هذا المبدأ في التصنيع، فهو لا يعني الإنتاج في اللحظة الأخيرة، بل الإنتاج في الوقت والكمية اللازمتين.
الإنتاج المبرمج (JIT) هو عملية تصنيع من جهة واستراتيجية عمليات واسعة النطاق من جهة أخرى. إن التصنيع في الوقت المناسب (JIT)، المعروف أيضًا باسم  نظام إنتاج تويوتا (TPS)، هو منهج يهدف أساسًا إلى تقليل الوقت داخل نظام الإنتاج بالإضافة إلى أوقات الاستجابة من الموردين والزبائن. كان منشأها وتطويرها في اليابان، بين ال 1960s و 1970s وخاصة في شركة تويوتا. ومع ذلك، فإن JIT هو فلسفة تتبعها الشركات عبر تأسيس علاقات عمل مع الموردين، توفير المراقبة الدقيقة للجودة وتدفق العمل، وضمان إنتاج المنتجات فقط لأنها مطلوبة. جوهر الفلسفة هو القضاء على المخلفات، ويتم تحقيق ذلك من خلال جدول فعال للطلبات الواردة، والعمل علي ازالت مخزونات العمل والبضاع الحاضرة للبيع.
تم استخدام مصطلحات بديلة لتصنيع JIT. كان اختيار موتورولا تصنيع دورة قصيرة (SCM). اما شركة IBM فاختارت كلمة تصنيع المتدفق المستمر (CFM)، واخيرا تصنيع تدفق الطلب (DFM)، وهو مصطلح تم تسليمه من الاستشاري جون كونستانزا في معهد التكنولوجيا في كولورادو. هناك  أيضا بديل آخر ذكره غودارد، الذي قال إن "نظام إنتاج تويوتا كثيراً ما يشار إليه خطأً باسم" نظام كانبان "، مشيرا أنKanban ليس الا عنصر واحد من TPS ، ومن إنتاج الJIT.
غير أن بعض الناس تعتبر أن JIT هو ثمرة نظام Kanban التي قدمتها تويوتا. Kanban هي كلمة يابانية تعني البطاقة أو التذكرة. في الأصل، كانت بطاقات Kanban هي الوسيلة الوحيدة لتطبيق JIT. تم إدخال نظام Kanban من قبل تويوتا للحد من مخزونات العمل الزائدة (WIP). اليوم، JIT هو أكثر طموحا. تعتبر كل من أنظمة مراقبة الجودة والعلاقات مع الموردين جزءًا من نظام JIT المتكامل. يمكن تنفيذ أنظمة JIT بطرق أخرى من دون استخدام بطاقات Kanban. دمج فلسفة JIT مع أنظمة المعلومات المتطورة يجعل نقل المعلومات أسرع. إن سرعة  نقل المعلومات في شركة من جزء إلى آخر هي عامل مهم في نجاح نظام JIT.
| نظام الإنتاج التقليدي                        | نظام الإنتاج في الوقت المحدد                  |
| نظام انتاجي مرن، ويقوم على نظام تدفق الإنتاج | نظام انتاجي مرن، ويقوم على نظام طلبات الإنتاج |
| يتطلب مخزون له حجم كبير                      | تخفيض المخزون تدريجيا للوصول إلى الصفر        |
| يعتمد على تدفق العمليات بين م ارحل الإنتاج   | يعتمد على خلايا تصنيع                         |
| التخصص يكون في عمل واحد                      | عدم التخصص والالمام بجميع الاعمال             |
| الرقابة على الجودة متوسطة                    | الرقابة الشاملة على الجودة والاداء            |
| نظام التكاليف معقد ومكلف                     | نظام التكاليف مبسط وقليل التكلفة              |
| يعتمد على مقاييس أداء مالية                  | يعتمد على مقاييس أداء مالية وغير مالية        |

## التاريخ

### تطور في اليابان
الأسباب التي ادت الي اعتماد ال JIT في اليابان غير واضحة.
قدم Plenert أربعة أسباب، معاد صياغتها هنا وهي خلال فترة ما بعد الحرب العالمية الثانية:
- نقص السيولة النقدية في اليابان فأصبح من الصعب تمويل عمليات الدفع الكبيرة، وأساليب إنتاج المخزون الكبيرة الشائعة في أماكن أخرى
- قلة مساحة الأراضي المتوفرة لبناء مصانع كبيرة مع مخزونها
- افتقار الجزر اليابانية الموارد الطبيعية التي يمكن أن تصنع بها المنتجات
- ارتفاع معدل البطالة في اليابان، مما يعني أن أساليب كفاءة العمل لم تكن مسارًا واضحًا للنجاح الصناعي

وهكذا «استند» اليابانيون إلى عملياتهم. «قاموا ببناء مصانع صغيرة فيها فقط المواد التي يجري العمل عليها حاليا. وبهذه الطريقة، تم الحفاظ على مستويات مخزون منخفضة، وكان الاستثمار في مخزون المنتجات غير الكاملة متدني جدا، والاستثمار في الموارد الطبيعية التي تم شراؤها انعكس بحيث تم شراء مواد إضافية».

### الهجرة إلى الغرب
وصلت أخبار حول JIT / TPS الشواطئ الغربية في عام 1977 في مادتين باللغة الإنجليزية: واحد أشار إلى المنهجية باسم "نظام Ohno”، بعد Taiichi Ohno، الذي كان له دور أساسي في تطويره داخل تويوتا. وقدم المقال الآخر، من قبل مؤلفي تويوتا في مجلة دولية، تفاصيل إضافية. وأخيرًا، تمت ترجمة تلك الدعاية وغيرها إلى تطبيقات، بدءًا من عام 1980 ثم تكاثرت بسرعة في جميع أنحاء الصناعة في الولايات المتحدة والدول المتقدمة الأخرى. كان حدثًا هامًا في عام 1980 مؤتمرًا في ديترويت بمقر فورد العالمي برعاية مشتركة من مجموعة التصنيع التكرارية (RMG)، التي تأسست عام 1979 ضمن الجمعية الأمريكية لمراقبة الإنتاج والمخزون (APICS) بحثًا عن التقدم في التصنيع. المتحدث الرئيسي، Fujio Cho (لاحقاً، رئيس شركة Toyota Motor Corp)، في شرح نظام Toyota ، أثار الحضور، وأدى إلى تغيير RMG في التروس من أشياء مثل التشغيل الآلي إلى JIT / TPS.
على الأقل بعض التحفيز من الجمهور كان له علاقة بصراع محسوس بين نظام JIT الجديد وتخطيط موارد التصنيع (MRP II)، وهو نظام قائم على الكمبيوتر لتصنيع التخطيط والتحكم الذي أصبح بارزًا في الصناعة في الستينيات والسبعينيات. تبعت المناقشات في الجلسات المهنية حول JIT مقابل MRP II مقالات منشورة، واحد منها بعنوان "The Rise and Fall of Just-in-Time". كانت أقل مواجهة هي Walt Goddard’s، «Kanban Versus MRP II - which Is Best for أنت؟» في عام 1982. بعد أربع سنوات، أجاب جودارد على سؤاله الخاص بك مع كتاب يدعو إلى JIT. من بين أشهر المدافعين عن MRP II كان جورج بلوسل، الذي كتب مقالتين تشكك في طريقة تخطيط kanban لـ JIT و "japanning of America". ولكن، كما هو الحال مع غودارد، كتب بلوسل في وقت لاحق أن «JIT هو مفهوم قد حان وقته».
يمكن العثور على تطبيقات JIT / TPS في العديد من مقالات دراسة الحالات من الثمانينيات وما بعدها. هناك مقالة في عدد 1984 من مجلة إنك ترتبط بكيفية ظهور شركة أومارك إندستريز (سلسلة المناشير، الذخيرة، اللوادر، الخ) كمنفذ جيتس واسع النطاق تحت اسمها المحلي (ZIPS) (نظام إنتاج المخزون الصفري). في مصنع أمارك في بورتلاند، في ولاية أوريغون، بعد أن تلقت قوة العمل 40 ساعة من تدريب ZIPS، تم "تحويلها" وبدأت تحدث أشياء. وكانت الخطوة الأولى هي "التخلص بشكل تعسفي من مهلة الأسبوع (وبعدها) سارت الأمور بشكل أكثر سلاسة." وطلب الناس أن نحاول استغلال قيمة أسبوع آخر. " بعد ذلك، انتشر ZIPS في جميع أنحاء عمليات المصنع "مثل الأميبا". كما تشير المقالة إلى أن 20 شركة أخرى تابعة لـ Omark كانت تعمل بالمثل في ZIPS، بدءا من المشاريع التجريبية. على سبيل المثال، في أحد مصانع أومارك الأصغر التي تقوم بتصنيع مثقاب الحفر في منطقة ميزابى بولاية مينيسوتا، تم تخفيض "مخزون الحفر الكبير الحجم بنسبة 92٪، وزيادة الإنتاجية بنسبة 30٪، والخردة وإعادة العمل... انخفضت بنسبة 20٪، والمهلة الزمنية.. تم تخفيض الطلب من المنتج النهائي من ثلاثة أسابيع إلى ثلاثة أيام. " وتنص مقالة شركة Inc على أن الشركات التي تستخدم JIT على أوسع نطاق تشمل "Big Four و Hewlett-Packard و Motorola و Westinghouse Electric و General Electric و Deere و Black و Decker".
بحلول عام 1986، تمكّن كتاب دراسة الحالة حول JIT في الولايات المتحدة من تخصيص فصل كامل لـ ZIPS في Omark، إلى جانب فصلين حول JIT في العديد من محطات Hewlett-Packard، وفصول واحدة لـ Harley-Davidson وJohn Deere وIBM - شركة آبل للكمبيوترات، ومقرها ولاية كارولينا الشمالية، ومقرها كاليفورنيا، وهي مصنع لإنتاج الشاحنات في تويوتا، وشركة نيو يونايتد لصناعة السيارات المشتركة بين تويوتا وجنرال موتورز.
هناك كتابان يميلان بشكل مشابه للظهور في المملكة المتحدة في السنوات نفسها، وهما أكثر انتشارًا من حيث النطاق الدولي. يشتمل أحد الكتب، مع كل من المقالات المفاهيمية ودراسات الحالة، على ثلاثة أقسام حول ممارسات JIT: في اليابان (على سبيل المثال، في تويوتا، مازدا، وتوكاجاوا إلكتريك)؛ في أوروبا (jmg Bostrom، Lucas Electric، Cummins Engine، IBM، 3M، Datasolve Ltd. Renault، Massey-Ferguson)؛ وفي الولايات المتحدة الأمريكية وأستراليا (شركة Repco Manufacturing-Australia، وXerox Computer، واثنان في شركة Hewlett-Packard). يتضمن الكتاب الثاني، الذي يتناول ما تم وصفه باعتباره المؤتمر الدولي الأول حول التصنيع في الوقت المناسب، دراسات حالة في ثلاث شركات هي: Repco-Australia وIBM-UK و3M-UK. بالإضافة إلى ذلك، ناقش أحد المتحدثين الرئيسيين في اليوم الثاني "JIT" كما هو مطبق «عبر جميع التخصصات... من المحاسبة والنظم إلى التصميم والإنتاج».

### العصر الأوسط وحتى الوقت الحاضر
نُشرت ثلاثة كتب أخرى تشمل تطبيقات JIT في الأعوام 1993 و1995 و1996، وهي سنوات البدء في حركة التصنيع / الإدارة الخالية من الدهون التي تم إطلاقها في عام 1990 مع نشر كتاب The Machine That Changed the World. واحد، جنبا إلى جنب مع غيرها من الكتب والمقالات، ودراسات الحالة على الهزيل، كانت تحل محل مصطلحات JIT في 1990s وخارجها. شهدت نفس الفترة ارتفاع الكتب والمقالات مع المفاهيم والمنهجيات المتشابهة ولكن مع أسماء بديلة، بما في ذلك إدارة وقت الدورة والمنافسة المستندة إلى الوقت وتصنيع الاستجابة السريعة والتدفق وأنظمة الإنتاج القائمة على السحب. هناك ما هو أكثر من JIT من التوسيط المعتاد الذي يركز على التصنيع. وبما أن التصنيع ينتهي بطلبية للموزعين وبائعي التجزئة والمستخدمين النهائيين، كما يتضمن مطالبات إعادة التصنيع والإصلاح والضمان، فإن مفاهيم وأساليب JIT لديها تطبيقات في اتجاه المصب من التصنيع نفسه. يناقش كتاب عام 1993 حول «الخدمات اللوجستية الموزعة على مستوى عالمي» روابط الكنبان من المصانع فصاعدًا. وقد تطور نموذج مُصنِّع إلى بائع تجزئة تم تطويره في الولايات المتحدة في ثمانينيات القرن العشرين، ويشار إليه على أنه استجابة سريعة، بمرور الوقت إلى ما يُطلق عليه اسم.

## منهجية
يوفر Sepehri قائمة بمنهجيات JIT التصنيع التي «مهمة ولكنها ليست شاملة»:

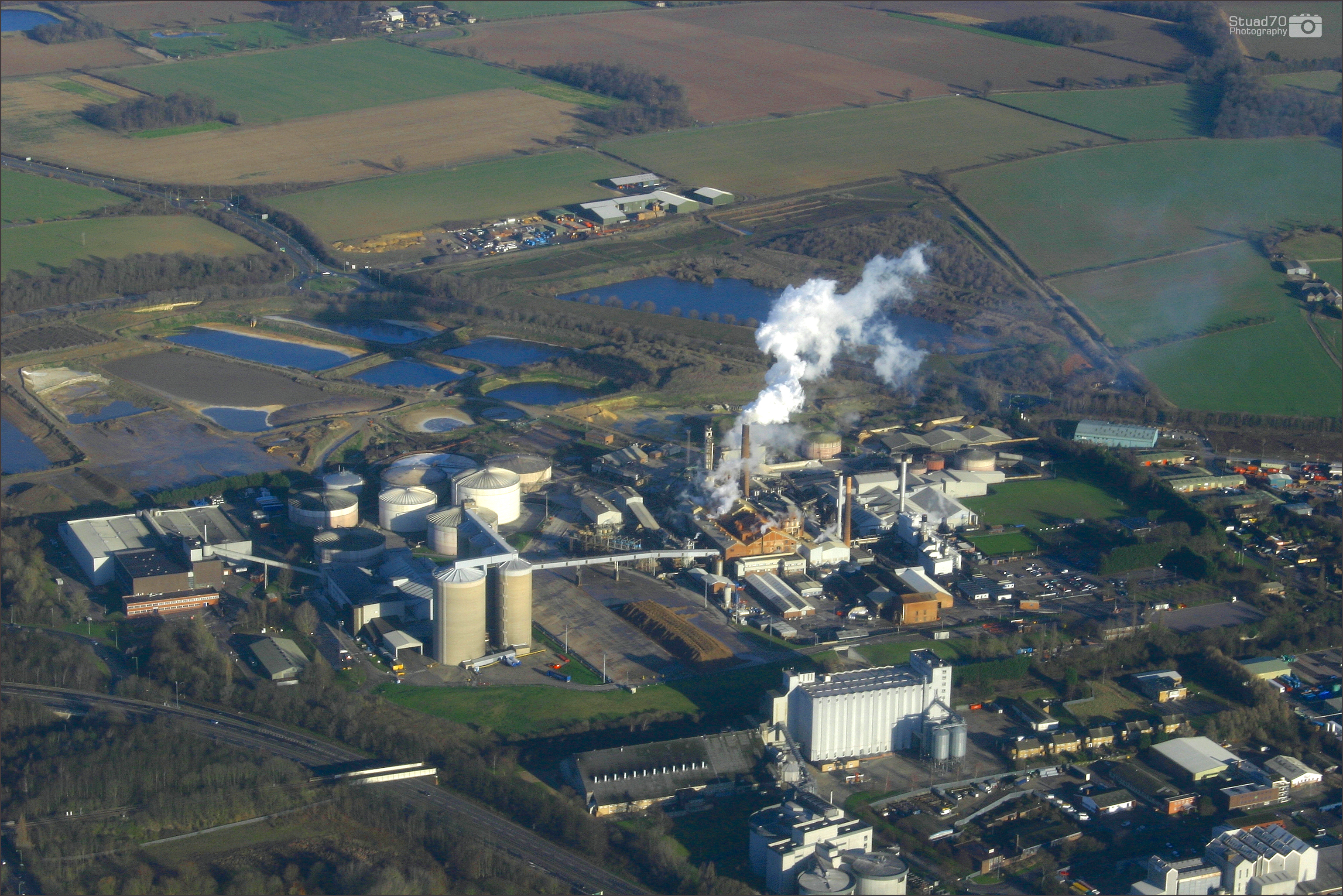

التدبير المنزلي - التنظيم البدني والانضباط.
- اجعلها صحيحة في المرة الأولى - القضاء على العيوب.
- الحد من الإعداد - نهج التحول مرنة.
- أحجام لوط واحد - حجم اللوت النهائي والمرونة.
- تحميل النبات الموحد - التسوية كآلية تحكم.
- التدفق المتوازن - تنظيم تدفق جدولة تدفق.
- تنويع المهارات - العمال متعدد الوظائف.
- التحكم عن طريق الرؤية - وسائل الاتصال للنشاط.
- الصيانة الوقائية - تشغيل لا تشوبه شائبة، دون عيوب.
- اللياقة البدنية للاستخدام - الإنتاجية، والتصميم للعملية.
- تصميم مصنع مدمج - تصميم موجه نحو المنتج.
- تبسيط الحركات - التعامل مع مواد التنعيم.
- شبكات الموردين - تمديدات المصنع.
- مشاركة العمال - أنشطة تحسين المجموعات الصغيرة.
- التصنيع الخلوي - طرق الإنتاج للتدفق.
- نظام السحب - للإشارة [Kanban] للتزويد / إعادة الإمداد بالأنظمة.

## الأهداف والمزايا
الأفكار الأساسية وراء JIT هي:
- يتم تقليل مخزون العمل قيد التشغيل (WIP) إلى الحد الأدنى. مقدار مخزون WIP المسموح به هو مقياس لمدى تماسك نظام JIT . وكلما قل WIP في النظام، كلما استوجب علي أن تكون الخطوات متوازنة  بشكل أفضل في العملية. يؤدي التخلص من مخزونات WIP إلى انخفاض تكاليف الاحتفاظ. ويعني ذلك  تقليل الكلفة المرتبطة بالمخزون. كما يسمح JIT بالكشف السريع عن مشاكل الجودة. بما أن الوحدات لا يتم إنتاجها إلا عند الحاجة إليها، فإن الحالة التي يتم فيها إنتاج كميات كبيرة من مخزون WIP التي لا تصلح قبل اكتشاف مشكلة في الجودة لا يجب أن تحدث في نظام JIT يعمل بشكل صحيح. يعني JIT أيضا أن العلاقات مع الموردين يجب أن تكون دقيقة. يجب أن يكون الموردون ضبط كميات التسليم وتوقيت التسليم لتتناسب مع معدلات تدفق المنتجات.
- JIT هو نظام سحب. تصنف أنظمة تدفق المواد والمخزون إما أنظمة الدفع أو السحب. نظام الدفع هو نظام يتم فيه اتخاذ القرارات المتعلقة بكيفية تدفق المواد مركزياً. بناءً على هذه القرارات، يتم إنتاج المواد و «دفعها» إلى المستوى التالي من النظام. نظام الدفع النموذجي هو تخطيط متطلبات المواد (MRP). في MRP، يتم حساب كميات الإنتاج المناسبة لجميع مستويات التسلسل الهرمي للإنتاج مرة واحدة استنادًا إلى توقعات الطلب النهائي للمنتج والعلاقة بين المكونات العناصر النهائية. في JIT، يبدأ الإنتاج على مستوى واحد نتيجة لطلب من مستوى أعلى. ثم يتم «سحب» الوحدات من خلال النظام. يبدأ الإنتاج في كل مرحلة فقط عند الطلب. يستمر تدفق المعلومات في نظام JIT بالتسلسل من المستوى إلى المستوى.
- يمتد JIT خارج حدود المصنع. يجب أن تكون هناك علاقات خاصة مع الموردين لضمان تسليمها حسب الحاجة. يجب أن يكون المورّدون والمصنعون على مقربة من الموقع إذا كان تصميم JIT يشمل المورّدين. من أجل إنشاء تدفق سلس للمواد إلى المصنع، فإن وجود علاقة وثيقة وموثوق بها مع الموردين أمر مهم للغاية. الشراكة مع الموردين هي إقامة علاقة عمل مع مورد حيث تعمل المنظمتان بصفتها واحدة. يجب أن تستند العلاقات مع الموردين إلى الثقة المتبادلة والتعاون والالتزام طويل الأجل.نازا

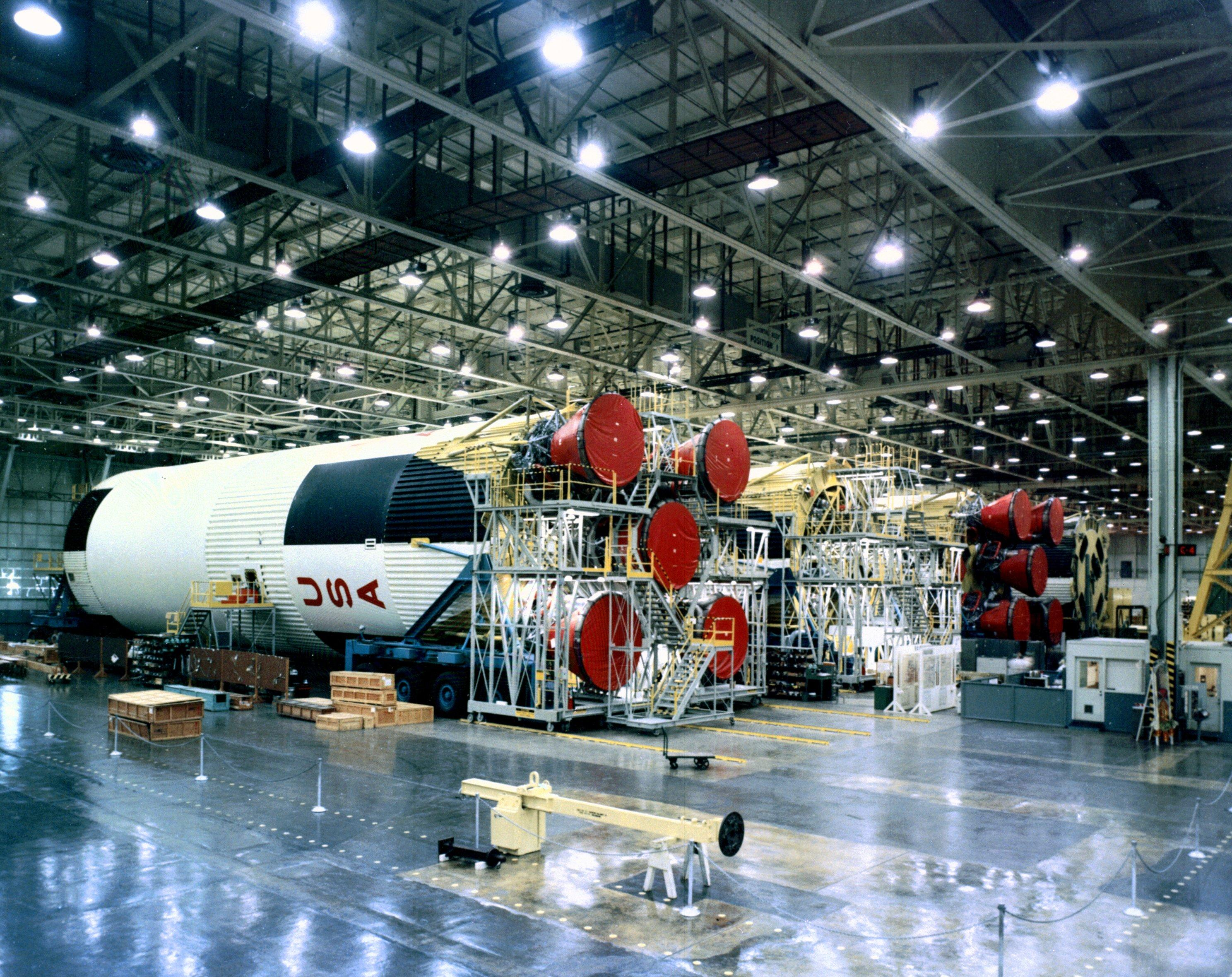
نازا

- تمتد فوائد JIT إلى ما هو أبعد من التوفير في التكاليف المتعلقة بالمخزون. يمكن تشغيل النباتات بكفاءة دون وجود فوضى المخزون من المواد الخام والسلع المنتهية جزئياً التي تسد النظام. يمكن تحديد مشاكل الجودة قبل أن تتراكم إلى أبعاد لا يمكن السيطرة عليها. يتم تقليل إعادة العمل والتفتيش على السلع النهائية. بالإضافة، فقد تم تصميم المنتجات بحيث يكون لها تشابه كبير في المعالجة ويتم خلطها في خط إنتاج مخصص مع إعدادات لا يعتد بها. منذ اختصار والمهلة، يؤدي هذا إلى تحويل المنتج من مخزون إلى منتج حسب الطلب. «الصيانة الوقائية» هي مصطلح تقييدي يمنعنا عقليًا من التفكير بشكل أوسع. TPM تعني الصيانة الوقائية والجهود المستمرة لتكييف وتعديل وتحسين المعدات من أجل زيادة المرونة، والحد من تداول المواد، وتعزيز التدفقات المستمرة. إنها الصيانة الموجهة للمشغل وتشمل جميع الموظفين المؤهلين في جميع أنشطة الصيانة.
- يتطلب نهج JIT التزام جاد من الإدارة العليا والعمال على حد سواء. يحتاج العمال إلى الحفاظ على وعيهم بأنظمتهم ومنتجاتهم، ويجب أن يتم تمكينهم لوقف تدفق الإنتاج إذا رأوا شيئًا خاطئًا. يجب أن تسمح الإدارة لهؤلاء العمال بالحصول على هذه المرونة. لا يمكن تحقيقها إلا عندما يكون الموظفون متعاونين. يجب أن يكون لبيئة JITناجحة تعاون ومشاركة الجميع في المنظمة. تقليديا، يتلقى المشغلون أوامر من الإدارة ويفعلون ما يطلب منهم القيام به، في حين أن الإدارة مسؤولة عن التخطيط والإشراف والتفتيش، إلخ. في بيئة JIT، يتحمل المشغلون مسؤولية التحكم في المعدات والتفتيش على الجودة وتصحيح الانحرافات، والحفاظ على الآلات، وتحسين العمليات. العديد من المهام التي تقوم بها الإدارة تصبح عادة واجبات العمال الخطيين في إطار. JIT المديرين لا يلعبون اللعبة؛ هم المدربون العمال هم اللاعبون. مهمة المدرب هي تدريب اللاعبين.

## القضاء على المخلفات في JIT
أي نشاط لا يضيف قيمة إلى المنتج أو الخدمة في أعين الزبون هو أمر ضائع. التصميم السيئ للمنتج مثل إدراج وظائف الهوى غير المطلوبة من قبل الزبون هو مضيعة. تصميم المنتج الذي يسبب صعوبة في التصنيع هو مضيعة. يقلل التوحيد من جهود التخطيط والتحكم، وعدد الأجزاء، والمخزون المطلوب. إن تصميم المنتج الضعيف دون توحيد كافٍ يؤدي إلى الهدر. بالإضافة إلى النفايات الناتجة عن سوء التصميم، تحدد تويوتا سبعة أمثلة على النفايات الناتجة عن سوء أساليب التصنيع: هدر الإفراط في الإنتاج، فضلات الانتظار، نفايات الحركة، نفايات المخزون، نفايات الحركة ونفايات صنع العيوب.
يشمل مبدأ القضاء على النفايات ما يلي:
- يجب القضاء على جميع النفايات.
- يمكن التخلص تدريجيا من النفايات عن طريق إزالة كميات صغيرة من المخزون من النظام، وتصحيح المشاكل التي تترتب على ذلك، ومن ثم إزالة المزيد من المخزون.
- تعريفات العملاء للجودة ينبغي أن يقود تصميم المنتجات ونظام التصنيع.
- مرونة التصنيع ضرورية للحفاظ على الجودة العالية والتكلفة المنخفضة مع وجود خط إنتاج متنوع بشكل متزايد.
- يجب أن يكون هناك احترام متبادل ودعم بين منظمة وموظفيها والموردين والعملاء.
- مطلوب جهد فريق لتحقيق قدرة تصنيع عالمية المستوى.
- الموظف الذي يقوم بأداء مهمة هو أفضل مصدر للتحسينات المقترحة.

## بعض الأمثلة عن JIT
توجد أمثلة عن اعتماد هذه الطريقة في العديد من الصناعات، ولكن بشكل أساسي في تلك التي تستخدم خط الإنتاج أو تتطلب الاحتفاظ بجرد للمواد الخام. فيما يلي بعض الحالات الأكثر نجاحًا لاستخدام الJIT .
- ديل: تعد Dell مثالاً جيدًا لاعتماد الJIT التي أثبتت كفاءتها. يختلف أسلوبهم قليلاً في أنهم يقدمون فترات زمنية أقصيرة. إنهم يحققون ذلك عن طريق التفاوض مع الموردين لحمل المخزون بدلاً من حمله بأنفسهم، وبهذه الطريقة يطلبون مكونات ذات فترات زمنية قصيرة تجعل من السهل على Dell تجميعها وشحنها إلى العملاء. وتعتبر هذه العملية ناجحة في الأساس بسبب الموردين المعتمدين عليهم والمهل الزمنية القصيرة.هارلي ديفيدسون

هارلي ديفيدسون

- هارلي ديفيدسون: في هذه الحالة، حدث تغير دراماتيكي بعد الحرب العالمية الثانية، بعد أن أظهروا عملية أقل من كفاءة تحولوا إلى JIT، ولدى وجود مخزون في متناول اليد يؤدي إلى فترات زمنية قصيرة وخدمة أكثر فاعلية للعملاء. بعد تطبيق JITفي هارلي ديفيدسون انخفضت مستويات المخزون في 75 في المئة، ولكن في الوقت نفسه ارتفعت الإنتاجية. من خلال القيام بذلك، تمكنوا من تحديد وحل أوجه القصور في العملية لأنها لم تعد قادرة على الاختباء تحت كمية كبيرة من المخزون المكلف.ماكدونالدز

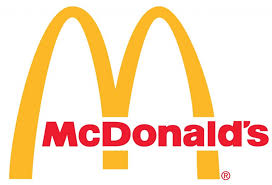
ماكدونالدز

- ماكدونالدز: عادةً ما تحتوي مطاعم الوجبات السريعة، مثل مطاعم ماكدونالدز، على كل ما تحتاجه للتجميع ولا تفعل ذلك حتى يتم اتخاذ الطلب، باستثناء عدد قليل من المنتجات النهائية. هذا يجعل العملية موحدة للغاية بحيث في كل مرة يذهب العميل يحصلون على نفس التجربة.
- يسرد ملخص دراسة الحالة من منتجات دامان في عام 1999 الفوائد التالية: تقليل أوقات الدورات 97٪، أوقات الإعداد 50٪، أوقات التنفيذ من 4 إلى 8 أسابيع إلى 5 إلى 10 أيام، مسافة التدفق 90٪ - يتم تحقيقها عبر أربعة مراكز (الخلوية) المصانع، وسحب الجدولة، Kanban، والإدارة البصرية ، وتمكين الموظف.[16]
- دراسة أخرى من NCR (دندي إسكتلندا) في عام 1998، وهي منتجة لآلات الصراف الآلي حسب الطلب، تتضمن بعض الفوائد نفسها مع التركيز أيضا على شراء JIT: في التحول إلى JIT خلال عطلة نهاية الأسبوع في عام 1998، أزلت المخزونات الاحتياطية، تخفيض المخزون من 47 يومًا إلى 5 أيام، ووقت التدفق من 15 يومًا إلى يومين، مع وصول 60٪ من الأجزاء المشتراة إلى شركة JIT و77٪ إلى الرصيف، وانخفاض الموردين من 480 إلى 165.[17]
- تقدم Hewlett-Packard، وهي واحدة من أوائل منفذي JIT في الصناعة الغربية، مجموعة من أربع دراسات حالة من أربعة أقسام H-P خلال منتصف الثمانينات. وقد استخدمت الأقسام الأربعة، غريلي، وفورت كولينز، وأنظمة الكمبيوتر، وفانكوفر، بعض هذه التدابير وليس كلها. في ذلك الوقت، كان حوالي نصف الأقسام الـ 52 في H-P قد اعتمدت JIT.[18]

## مساوئ JIT
حتى مع وجود وفورات كبيرة في جميع المجالات ، يمكن أن تكون هناك مساوئ كافية من JIT لجعل أي صاحب عمل يلقي نظرة جادة على هذه العملية.
- قيود المخزون: في أنظمة المخزون في الوقت المناسب ، تطلب الشركات الحد الأدنى للمخزون حتى تصل إلى تاريخ التسليم التالي. إن أي مطعم يستخدم هذا النظام في جدول التسليم كل شهرين سيطلب فقط كمية كافية من الطعام لتدوم في المتوسط أربعة أيام من العمل. وتستند معظم هذه الأنظمة إلى أرقام مقارنة من العام السابق ، وهي تفترض أن النشاط التجاري سيظل ثابتًا نسبيًا من سنة إلى أخرى. إذا خرج المنافس الرئيسي للمطعم من العمل فجأة ، يمكنه أن يرى ارتفاعًا مفاجئًا في الإيرادات لم يتم التخطيط له مقدمًا. نتيجة لذلك ، قد لا يكون هناك ما يكفي من الطعام على الرفوف طوال الأسبوع. قد يكون العثور على مصادر بديلة للإمدادات الغذائية الطارئة مستحيلاً ، أو في أحسن الأحوال ، مكلفًا للغاية. من ناحية أخرى ، قد يؤدي الانخفاض المفاجئ وغير المتوقع في الأعمال إلى وجود مكونات زائدة على الرفوف ، وربما تلفها قبل استخدامها. من خلال نظام آلي ، يمكن أن يكون هناك دورتان أو ثلاث دورات جرد قبل أن يتمكن مالك الشركة من ضبط كمية المنتج القادمة. وهذا أيضًا يضع مشكلة للسنة القادمة ، حيث أن النظام سوف يتوقع انخفاضًا في النشاط التجاري مرة أخرى وسوف يطلب مكونات غير كافية لهذا الأسبوع.
- صعوبة في العمل الإضافي المفاجئ: من أكبر عيوب العمل في الوقت المناسب هو افتقار الليونة. في معظم الأعمال التجارية ، يكون العملاء الجدد القادمين مع طلب فيه كمية هائلة من المنتجات أمرًا جيدًا. ولكن يمكن أن يكون من المستحيل العثور على مواد خام كافية في وقت قصير لرعاية هؤلاء العملاء الجدد المربحين إذا كانت الشركة تتبع نظام الإنتاج المبرمج. يمكن حل هذا بإحدى  من الطريقتين. في الحالة الأولى ، يمكن للعملاء الجدد الحصول على الطلب المرغوب ، ولكن عليهم الانتظار لفترة أطول بسبب نقص المخزون. اعتمادا على نوع معين من القمصان التي يريدونها ، يمكن أن يستغرق الأمر أسابيع للحصول على مواد كافية لإرضاء العملاء الجدد. من ناحية أخرى ، إذا تمكن المالك من إرضاء العميل ، فمن المحتمل أن تكلفه أكثر من المال الذي سيتقاضاه المورد العادي للمتج.
- المزيد من التخطيط والتدريب مطلوب: تقوم العديد من الشركات الصغيرة بإجراء عمليات الجرد والمواد المطلوبة يدويًا. حتى تلك الكبيرة بما يكفي لتحتاج أو تريد برنامج جرد كمبيوتر تفعل ذلك مع تطبيقات بسيطة. في هذه الحالات ، يكون المخزون عملية بسيطة ويمكن تعليمه بسهولة لأي موظف في فترة زمنية قصيرة.مع نظام جرد JIT ، فإن عملية المخزون بالكامل أكثر تعقيدًا. يجب تدريب الموظفين على أخذ قائمة مفصلة للغاية على أساس متكرر للغاية. الدقة أمر بالغ الأهمية لأن نظام الترتيب بأكمله للشركة يستند إلى هذه الأرقام. سوف يحتاج الموظفون إلى تعلم كيفية استخدام أنظمة الكمبيوتر المفصلة ، والتي قد تكون صعبة بالنسبة لأولئك الذين ليسوا على دراية بأجهزة الكمبيوتر المثبتة في المكتب. من أجل تدريب الموظفين الذين يمكنهم التعامل مع واجبات الجرد هذه والحفاظ عليها ، قد تضطر إلى زيادة تكاليف العمالة. بالإضافة إلى ذلك ، ستحتاج إلى العثور على موردين على استعداد للعمل معك من خلال تسليم الإمدادات عدة مرات كل أسبوع دون إضافة رسوم تسليم باهظة لكل طلب. كما أنه من الممارسات الذكية إنشاء علاقات مع موردين أقل لمستلزمات الطوارئ في حالة حدوث انقطاع في عملية المخزون.
- الاعتماد الضروري على مورد واحد: يتطلب إنشاء نظام JIT إنشاء علاقات مع الموردين الرئيسيين الذين سيوفرون المواد الخام الأسبوعية احتياجات العمل. في حين أن هذه العلاقات التجارية يمكن أن تكون مفيدة لأية شركة، هناك سلبيات لهذا الترتيب أيضا. تحدث مشكلة إذا قرر المورد رفع الأسعار. صاحب العمل عالق في دفع أسعار أعلى حتى يتمكن من العثور على مورد مماثل يقدم أسعارًا أفضل ومن يرغب في العمل معه وفقًا لجدول طلبه. وفي كلتا الحالتين، يخفض مخزون JIT بشدة قدرة صاحب العمل على العثور على أفضل تكلفة للمواد الخام في الوقت المناسب.
- الحاجة إلى استثمارات أعلى في تكنولوجية المعلومات: إن أنظمة الجرد في الوقت المناسب معقدة للغاية بحيث يستحيل استخدامها عمليًا بدون كمبيوتر وبرامج مخصصة. ستحتاج الشركات إلى تعقب المخزون، والتنبؤ بالمبيعات، ومجموعة من البرامج الأخرى لجعل هذا النظام يعمل بشكل صحيح. وهذا يعني استثمارًا كبيرًا في كل من الأجهزة والبرامج بالإضافة إلى وقت التدريب للإدارة والموظفين. ستكون هناك تكاليف إضافية للعمالة، وبمجرد تركيب جميع هذه الأنظمة وتدريب الأشخاص، تعتمد الشركة بأكملها الآن على نظام الكمبيوتر للعمل بشكل لا تشوبه شائبة. في معظم الحالات، يفعلون، ولكن تنشأ مشاكل. هذا هو السبب في وجود أقسام تكنولوجيا المعلومات. يجب أن يكون لأي عمل يمتلك نظام JIT علاقة مع أحد متخصصي تكنولوجيا المعلومات المطلعين على الأجهزة التي قام بتثبيتها، بالإضافة إلى الإلمام بالمحترفين العاملين في شركة JIT. لا يمكن لأي شركة تحمل نظام المخزون الخاص بها في وضع عدم الاتصال لعدة أيام، سواء كان ذلك بسبب وجود خلل في البرنامج أو خلل في الكمبيوتر. قد يكون إصلاح الطوارئ مكلفًا وربما لا يكون متاحًا في الليالي أو العطلات. ينشئ أصحاب الأنشطة التجارية الذكية خطة احتياطية لحالات الطوارئ، ولكنهم يوقفون مؤقتًا في أفضل الأحوال.

## شرح متحرك
يمكن فهم هذه الاستراتيجية من خلال الاضتلاع على فيديو من الYouTube وهو يوضح هذا المصطلح عبر دمج بعض المفاهيم والرسوم المتعلقة به.
https://m.youtube.com/watch?v=pn6XbArUw6g

## استنتاج
في الختام، إذا كانت الشركة ترغب في الحصول على مفهوم JIT لا يعني أن كل شيء يجب القيام به بسرعة كبيرة. أهم شيء بالنسبة للشركة هو أن يكون لديها تخصيص منظم جيد للموارد. أيضا ، يجب على الإدارة والموظفين في أذهانهم أن هذا المفهوم يمكن أن يساعد المنظمة على حل العديد من المشاكل في الخدمات اللوجستية. صحيح أن تنفيذ وتطوير JIT عملية طويلة الأمد ومكلفة ، ولكن إذا تمكنت الشركة من التعامل مع هذه الصعوبات فمن الممكن تحقيق مستويات عالية من تدفق العمل.
يمثل مفهوم JIT جزءًا واحدًا فقط من سلسلة القيمة التي تحقق رضا العملاء. وهذا يعني أن مفهوم JIT لا يمكن أن يحل المشاكل القائمة في عمليات المنظمة الأخرى. هناك حاجة إلى كل شيء في المؤسسات لتكون صحية ، من خلال التسلسل الهرمي للموظفين وجميع عمليات سير العمل. التآزر هو الشيء الوحيد الذي يمكن أن يحسن نتائج الأعمال. وفي الحد الأدنى ، مفهوم JIT هو مجرد رابط واحد في السلسلة بأكملها ، ولكنه مهم للغاية.